# Boende
Boende je glavni grad provincije Tshuapa u Demokratskoj Republici Kongo. Ima zračnu luku, kao i trajektnu liniju s Kinshasom i Mbandakom. Iako je službeni jezik francuski, lokalno se stanovništvo većinom služi lingala jezikom.
Prema popisu iz 2004. godine, Boende je imao 29.339 stanovnika.